# حدائق بلفاست النباتية

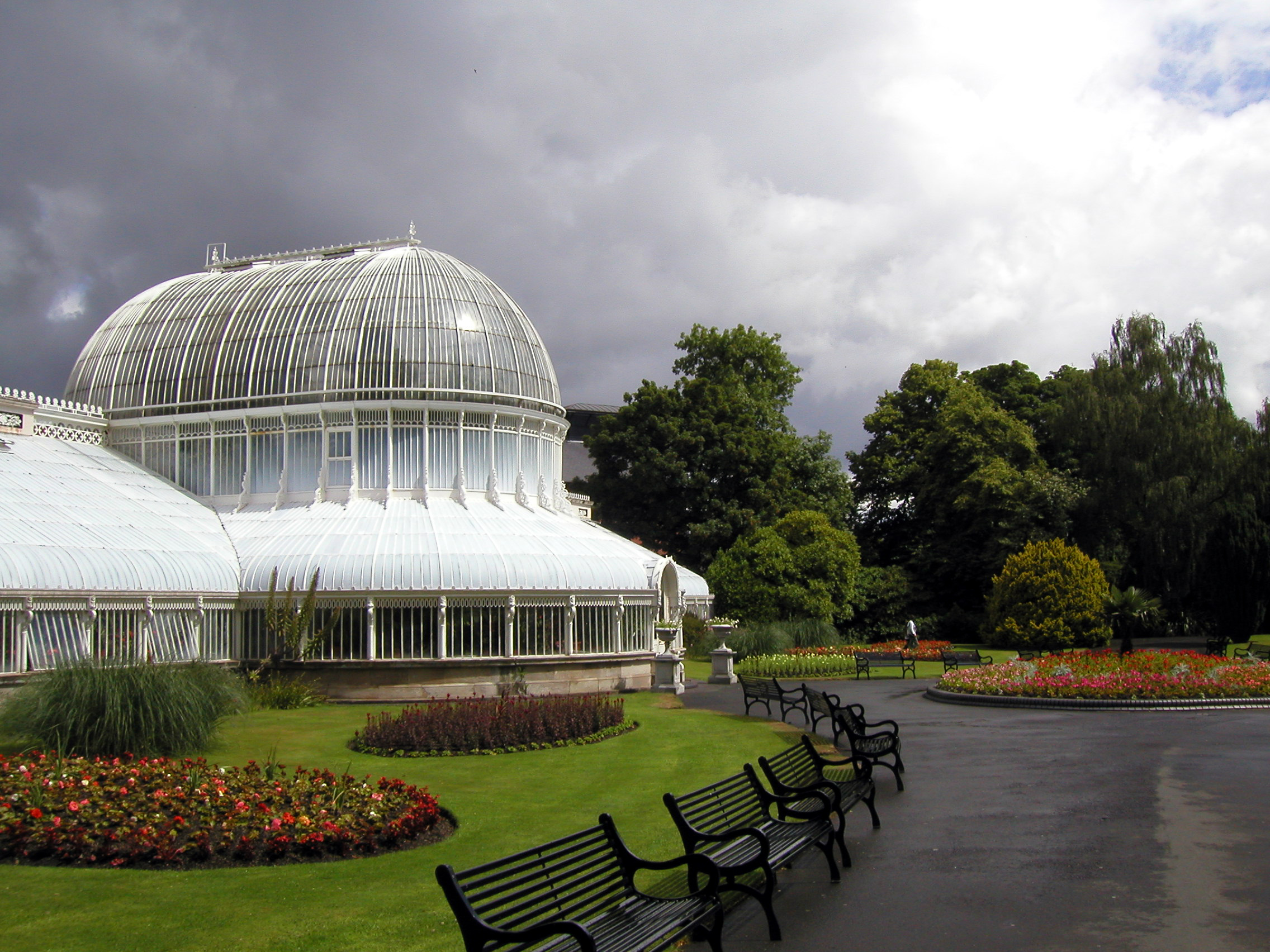
جانب من الحديقة

حدائق بلفاست النباتية Belfast Botanic Gardens هي متنزه عام يقع في بلفاست في أيرلندا الشمالية. تبلغ مساحة الحديقة 110 ألف متر مربع وتقع جنوب بلفاست، وهي مفتوحة للعامة وكذلك لدارسي النباتات. تقع على طريق سترانميليس في منطقة جامعة بلفاست، وتقع قربها جامعة الملكة. أما متحف أولستر فيوجد في المدخل الرئيسي.

## معرض صور

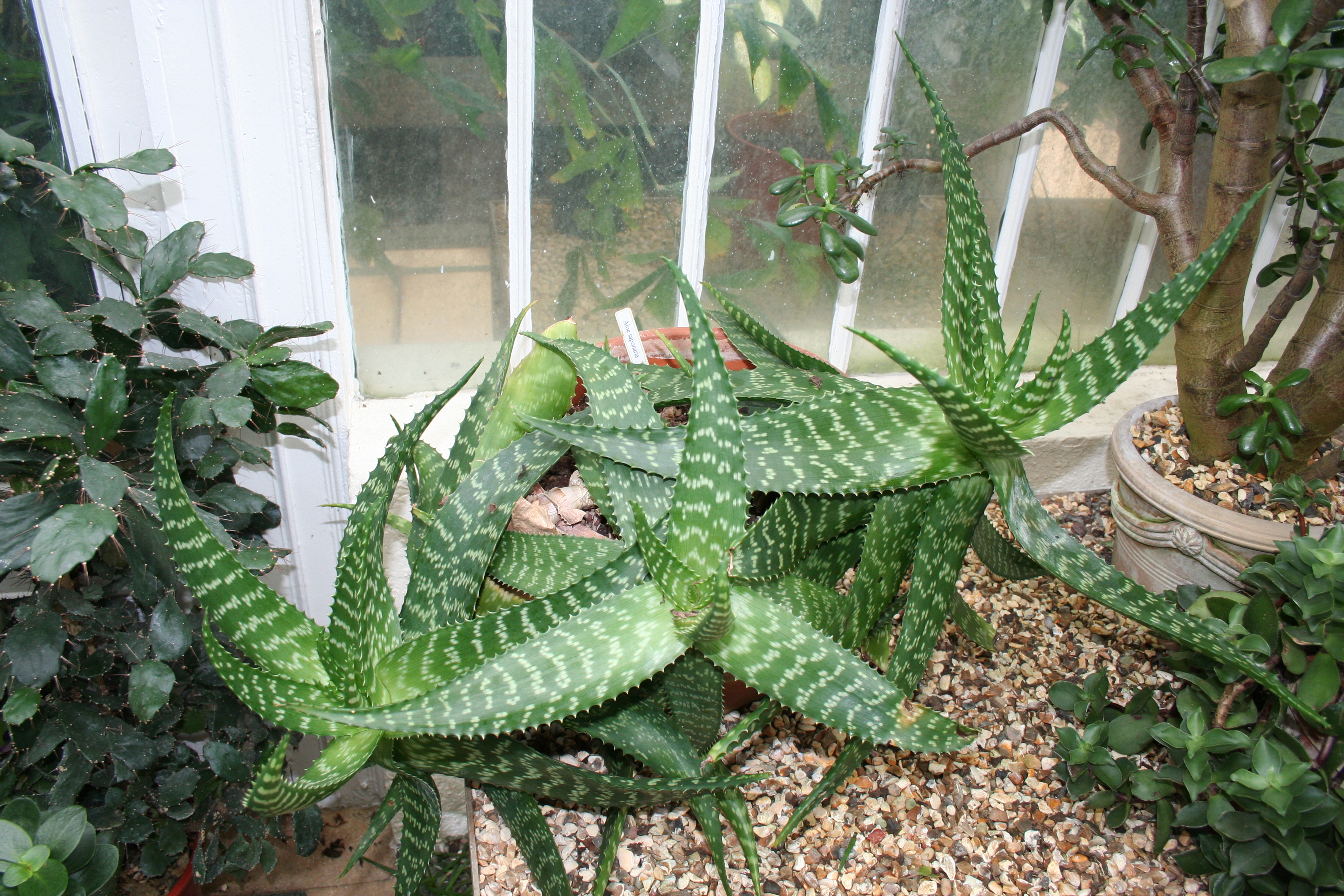
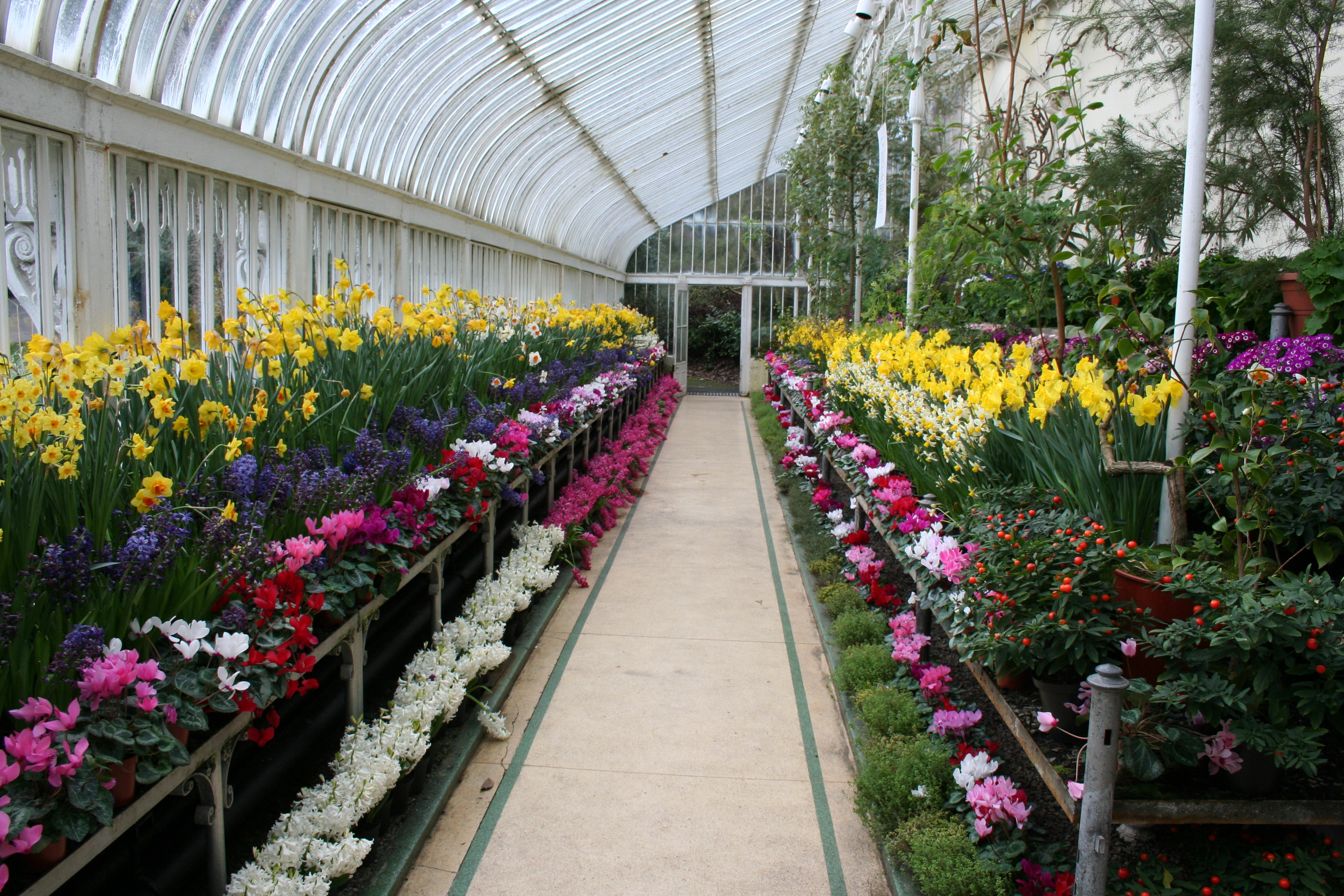
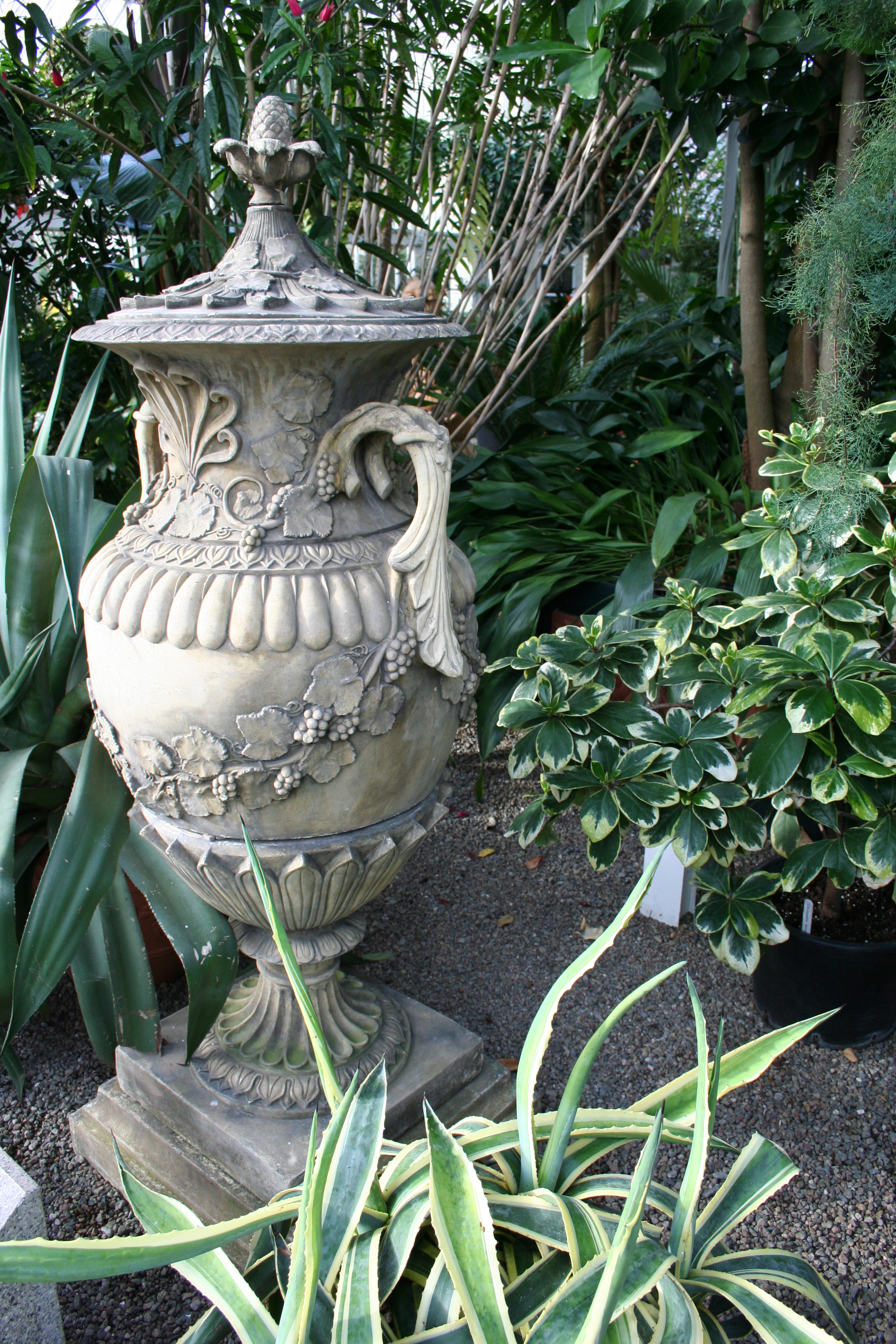
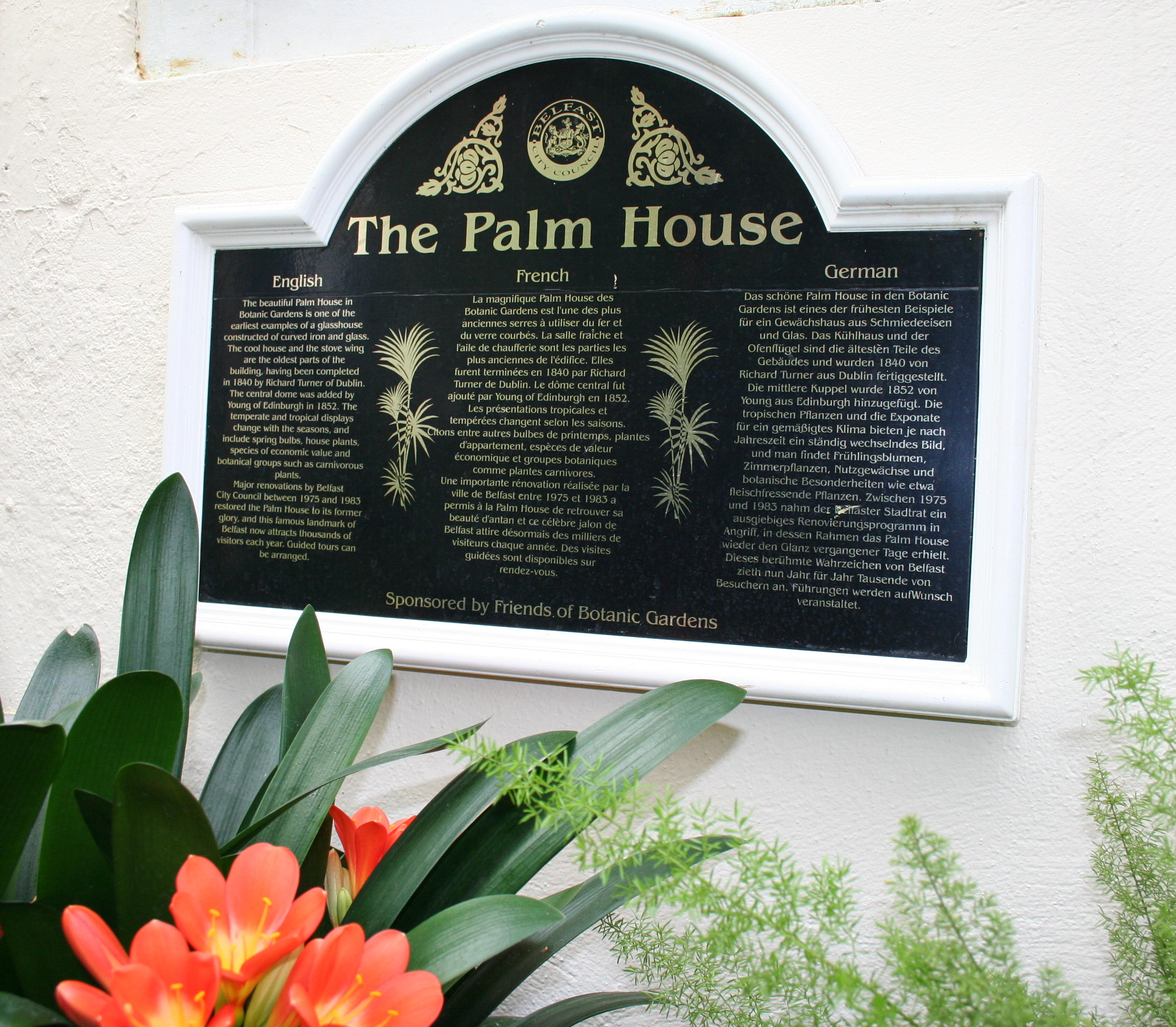